# BTC
Družba BTC, d.d. je slovensko podjetje s sedežem v Ljubljani, ki deluje na področju upravljanja in razvoja poslovnih nepremičnin. Pod blagovno znamko BTC City v Ljubljani upravlja enega izmed največjih poslovnih, nakupovalnih, rekreativno-zabaviščnih in kulturnih središč v Evropi, poleg tega pa upravlja še nakupovalni središči v Novem mestu in Murski Soboti. Za velike naročnike zagotavlja prvovrstne storitve na področju upravljanja poslovnega nepremičninskega portfelja, v Sloveniji pa deluje kot eden izmed vodilnih ponudnikov logističnih storitev na področju izdelkov vsakdanje rabe (FMCG). Družba BTC upravlja tudi Vodno mesto Atlantis, prepoznavno regijsko »spa & wellness« ikono, v manjši meri pa se ukvarja tudi z upravljanjem športno rekreativnih in gostinskih storitev. V preteklosti je podjetje izvajalo dejavnost javnih skladišč, v sedanjo obliko se je družba preoblikovala v devetdesetih letih 20. stoletja. 

## Zgodovina
Od Centralnih do Javnih skladišč
Začetki družbe BTC segajo v leto 1954, ko je bilo ustanovljeno podjetje Centralna skladišča. Zaradi razširitve dejavnosti in obsega poslovanja se je kmalu preimenovalo v Javna skladišča, vsa skladiščna dejavnost Ljubljane pa je bila tako združena na enem mestu. Leta 1963 je podjetje upravljalo z več kot 65.000 m² poslovnih površin, na katerih je že dve leti kasneje zraslo največje blagovno skladišče v nekdanji Jugoslaviji.
Blagovno-transportni center Ljubljana – BTC
Leta 1975 se je podjetje razvilo v največje blagovno in transportno središče v nekdanji Jugoslaviji in Javna skladišča so se preimenovala v Blagovno-transportni center Ljubljana – BTC. Podjetje, ki se je uspešno ukvarjalo s hrambo in distribucijo blaga, je v obdobju med letoma 1977 in 1987 doseglo raven enega največjih evropskih kopenskih terminalov, z več kot 180.000 m² zaprtih skladiščnih površin. V njih se je hranilo blago, uvoženo iz Evrope, in se od tod distribuiralo po tedanji celotni Jugoslaviji, ali pa je bilo pripravljeno za izvoz.
Blagovno-trgovinski center – BTC
V devetdesetih letih dvajsetega stoletja so se potrebe po tako velikih skladiščnih zmogljivostih občutno zmanjšale. Vodstvo se je odločilo, da se prostor skladišč na obrobju Ljubljane nameni trgovinski dejavnosti. Leta 1990 je bilo ime spremenjeno v Blagovno-trgovinski center – BTC in podjetje v družbeni lasti se je preobrazilo v delniško družbo. Tega leta so se začele odpirati tudi prve trgovine. Prazni skladiščni prostori so postopoma dobivali novo, bolj urbano podobo, porajali so se zametki prvega slovenskega nakupovalnega središča. 
BTC City Ljubljana
V četrt stoletni poslovni preobrazbi, urbani prenovi in digitalni transformaciji, se je družba BTC po intenzivnem prestrukturiranju prvotnih skladiščnih prostorov in reorganizaciji poslovanja razvila v upravljavca nepremičnin, ki skupaj s številnimi poslovnimi partnerji obiskovalcem zagotavlja preplet različnih dejavnosti na enem mestu – v BTC Cityju Ljubljana.
Prve trgovine v BTC City Ljubljana so se odprle že leta 1990, v naslednjih dveh desetletjih pa se je obseg nakupovalnih površin več kot podeseteril. Poleg trgovskih prostorov so na območju zrasli tudi drugi storitveni objekti. Že leta 1995 se je odprla Tržnica BTC City, štiri leta kasneje, leta 1999, pa takrat najmodernejši športni center v Sloveniji – Športni center Millenium. Vse od leta 2000 v BTC Cityju deluje tudi gledališče, ki se je sprva imenovalo Teater Komedija, danes pa je poznan kot SiTi Teater. Leta 2001 je bila zgrajena prva poslovna stolpnica na območju – poslovna stolpnica BTC City z 12 nadstropji. Leta 2005 se je v BTC Cityju odprl takrat eden največjih pokritih vodnih parkov v Evropi – Vodno mesto Atlantis, od leta 2011 pa v BTC Cityju stoji tudi najvišja stavba v Sloveniji – Kristalna palača, ki z 20 nadstropji meri 89 metrov. Leta 2015 je družba soustanovila tudi ABC pospeševalnik, ki mladim zagonskim podjetjem omogoča dostop do mednarodnih investitorjev ter jim pomaga pri njihovem prodoru na globalni trg. Danes tako BTC City Ljubljana z zunanjo površino več kot 475.000 m² velja za enega izmed največjih poslovnih, nakupovalnih in rekreativno-zabaviščnih središč v Evropi, z več kot 21 milijoni obiskov letno pa tudi za najbolj obiskano območje s strani potrošnikov v Sloveniji. Na območju deluje več kot 450 trgovskih lokalov ter več kot 70 gostinskih ponudnikov, obiskovalcem pa je na voljo preko 8.500 brezplačnih parkirnih mest. 
BTC Cityja Murska Sobota in Novo mesto
Družba BTC upravlja tudi z nakupovalnima središčema v Murski Soboti in Novem mestu. BTC City Murska Sobota je bil zgrajen leta 1998, ko je družba BTC center iz primarno logistične dejavnosti preusmerila v razvoj nakupovalnega središča. Z leti se je razvil v osrednje nakupovalno središče v pomurski regiji.
BTC Novo mesto je bilo prvo nakupovalno središče v dolenjski regiji, do danes pa se je preobrazilo v BTC City s  široko ponudbo dejavnosti in storitev na enem mestu. 
Logistični center BTC
Logistični center BTC v Ljubljani je bil zasnovan leta 1985 kot ponudnik logističnih storitev ob južnem robu BTC Cityja, vzdolž Letališke ceste. Do danes se je razvil v ponudnika celovitih logističnih storitev in zagotavlja skladiščenje blaga in vse storitve, povezane z blagom in njegovo distribucijo ter je eden izmed vodilnih ponudnikov logističnih storitev na področju izdelkov vsakdanje rabe (FMCG).
Logistični center BTC Novo mesto v bližnji Češči vasi se je razvil iz nekdanje poslovne enote Novo mesto, ustanovljene leta 1974. Zrasel je v osrednje distribucijsko in logistično središče novomeške regije in postaja vse bolj sestavni del sistema preskrbovalnih verig za avtomobilsko in ostalo predelovalno industrijo.

## Organi

### Upravni odbor
- Jože Mermal, predsednik upravnega odbora
- Helena Petrin, direktorica korporacijsko pravnega področja, namestnica predsednika upravnega odbora, neizvršna članica upravnega odbora
- Mag. Damjan Kralj, glavni izvršni direktor, član upravnega odbora
- Marko Žehelj, neizvršni član upravnega odbora
- Jasmina Tokić, predstavnica delavcev v upravnem odboru, neizvršna članica

### Izvršni direktorji
- Mag. Damjan Kralj, glavni izvršni direktor
- Rajko Čvorovič, izvršni direktor za finance, računovodstvo, kontroling in informatiko
- Miha Mermal, izvršni direktor za marketing in trajnostni razvoj